# パクス・ロマーナ

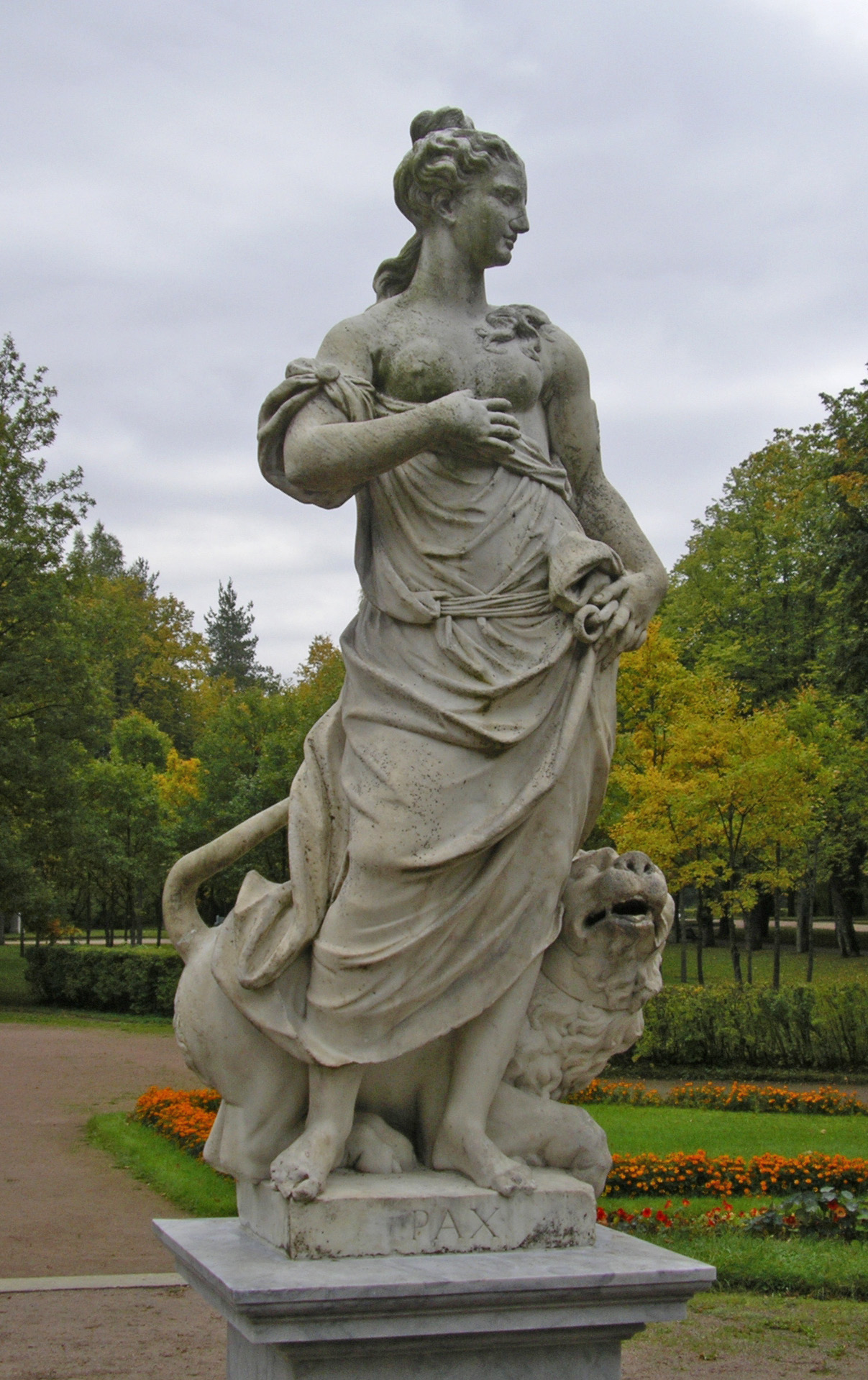
パークスの石像

パクス・ロマーナ（羅: Pax Romana（））とは「ローマによる平和」を意味し、多くの戦争や領土拡大、反乱などにもかかわらず、拡大し維持された内部の覇権的平和と多大な影響を与えた黄金時代の秩序と同一視される、ローマ史において約200年もの長きにわたり続いた平和な時代を指す。プリンキパトゥスの創始者アウグストゥスによる紀元前27年のローマ皇帝即位に始まり、最後の「五賢帝」であるマルクス・アウレリウス・アントニヌスが死去した西暦180年までの期間と定められている。ただし、「五賢帝」とともに美化されたイメージは、今日の歴史学では基本的に支持されていない。共和政ローマ最後の戦闘であったアントニウス・オクタウィアヌス内戦の終結とともにアウグストゥスにより始まったため、パクス・アウグスタ（Pax Augusta）と呼ばれることもある。パクス（パークス）とはローマ神話に登場する平和と秩序の女神である。
およそ2世紀のこの期間にローマ帝国は最大の版図拡大を達成し、その人口は最大で7000万人にも達した。当時の歴史家カッシウス・ディオによれば、コンモドゥスの独裁政治とその後のローマ内戦、そして3世紀の危機が、ローマの継承国を「金の王国から鉄と錆の王国へ」として特徴づけた。

## 概観
以前の歴史においては何世紀にもわたり平和が訪れたことがなかったため、パクス・ロマーナは「奇跡」だと言われる。しかし、歴史家のウォルター・ゴッファートは「“The Cambridge Ancient History”の第11巻は『帝国による平和』と呼ばれる70年から192年を扱っているが、その内容に平和に関する記述は見当たらない」としている。アーサー・エックシュタインは、紀元前4世紀と紀元前3世紀の共和政時代にてより頻繁に実施された戦争と、パクス・ロマーナの時期は対照的でなければならないと述べている。彼はまた、共和政時代に初期のパクス・ロマーナが登場したことと、その時代的範囲は地域によって異なっていたことにも言及している。「標準的な教科書では、地中海の有名な『ローマによる平和』たるパクス・ロマーナの年代は紀元前31年から250年までとなっているが、実際にはローマによる平和はかなり早い時期に地中海の広い範囲で現出していた。シチリア島では紀元前210年から、イタリア半島では紀元前200年から、ポー平原では紀元前190年から、イベリア半島の大部分では紀元前133年から、北アフリカでは紀元前100年から、そして東方ギリシア世界ではさらに長い期間の平和が続いていた」。
パクス・ロマーナという用語の最初の記録は、55年に書かれたルキウス・アンナエウス・セネカによる著作の中に登場する。この概念は非常に影響力を持ち、後世の理論や模倣の対象となった。アルナルド・モミリアーノは、「パクス・ロマーナはプロパガンダにとってシンプルな常套句だが、研究には困難なテーマだ」 と指摘している。

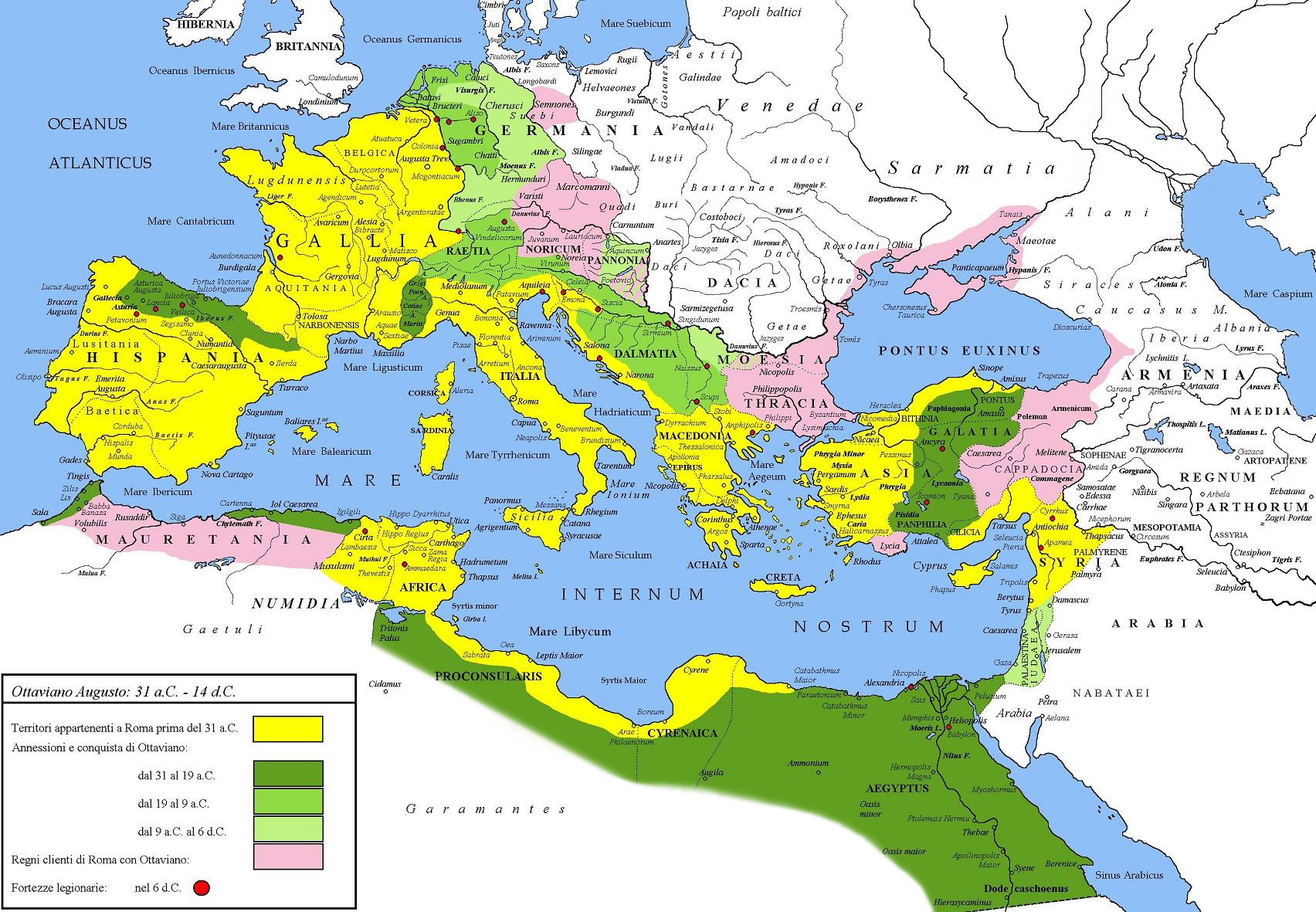
アウグストゥス治世下におけるローマ帝国の版図。緑はアウグストゥスの治世下に徐々に征服された地域、黄色は紀元前31年の共和政ローマの版図、桃色の領域は従属国をそれぞれ表している。

パクス・ロマーナの端緒は、紀元前31年9月2日にオクタヴィアヌス（アウグストゥス）がマルクス・アントニウスとクレオパトラ7世をアクティウムの海戦で破り、その後ローマ皇帝に即位した時期である。彼はプリンケプス、すなわち「第一人者」となった。独裁支配が成功した良い先例を欠いていたため、彼は最大の軍事関係者らによる軍事政権を作り前線に立ち、これらの有力者とともに合同してまとめることで彼は内戦の可能性を排除した。ヒスパニアとアルプスでは戦闘が続いていたため、内戦は終結したものの直ちにパクス・ロマーナとなったわけではない。それにもかかわらずアウグストゥスは、ローマが平和であることを示すヤヌス神殿の扉を3回にわたり閉じた。1度目は紀元前29年、2度目は紀元前25年であり、3度目の閉鎖は文書化されていないが、Inez Scott Ryberg（1949）とGaius Stern（2006）は、アラ・パキスの委託に伴う3度目は紀元前13年であったと説得力を持って年代を定めた。
アウグストゥスは、200年間も戦争を続けてきたローマ人(en:Roman people)にとって、平和を受容できる生活様式にするという問題に直面した。ローマ人は平和を戦争がない時期ではなく、すべての敵対勢力が打ちのめされ抵抗力を失ったという稀な状況だとみなしていた。彼の課題は、危険な戦争で獲得する可能性上の富や名誉よりも、戦争がなくとも得られる繁栄の方が帝国にとってより良いとローマ人に説得することであった。彼の企図は巧みな宣伝により成功した。その後の皇帝らも彼の先例に倣い、時にはヤヌスの門を閉めるための豪華な式典を開いたり、パクス（Pax）と裏面に印字された硬貨を発行したり、パクス・ロマーナの恩恵を賞賛する文学を後援した。
14年のアウグストゥスの死後、ローマ皇帝としての彼の後継者のほとんどは彼の政治手段を継続し、特にパクス・ロマーナ最後の皇帝5人は「五賢帝」とみなされた。

## 貿易への影響
地中海におけるローマの貿易はパクス・ロマーナの時代に増加し、ローマ人は絹や宝石、オニキス、香辛料などを得るために東へ航海した。帝国にて莫大な利益と収入という恩恵を受けたローマ人らは、地中海貿易のおかげで成長した。
ローマ帝国による西洋のパクス・ロマーナは漢による東洋のパクス・シニカとほぼ同時期であったため、ユーラシア史における長距離旅行と貿易はこの時期に大きく活性化された。

## 派生語
パクス・ロマーナの概念が著名になったことで、歴史家らは、すでに確立され、試みられ、あるいは存在したと主張されている他の相対的な平和体制を表現するために、この用語を改変した。例として以下のようなバリエーションがある。
- パクス・モンゴリカ（モンゴル帝国）
- パクス・オトマニカ（オスマン帝国）
- パクス・ブリタニカ　(イギリス帝国)
- パクス・ヒスパニカ（英語版）（スペイン帝国）
- パクス・ハザーリカ（英語版）（ハザール）
- パクス・アメリカーナ（アメリカ合衆国）
- パクス・シリアーナ（シリア）
- パクス・マフィオサ（英語版）（犯罪組織の不干渉合意による平和）
- パクス・コンソルティス（pax consortis、多国間協調による平和）[19]

より一般的には、この概念は帝国による平和、すなわち文字通りでなく（絶大な権力の）覇権による平和を意味する「パクス・インペリア（pax imperia）」または「パクス・インペリウム（pax imperium）」として言及される。フランスの歴史家レイモン・アロンは、時として、しかし常にではない、覇権を手段として達成された平和であるパクス・インペリアは、その国内における平和となりうるとした。一例として、1871年のドイツ帝国によるザクセン州のような国内に対する平和は、後のゲルマン人国家へと徐々に発展した。その逆の例としては、アレクサンドロス3世のマケドニア王国によるパクス・インペリアは、ギリシャの都市国家がその政治的アイデンティティを、そしてより重要なことに、各都市がそれぞれの軍隊を維持したために崩壊した。アロンは、パクス・ロマーナの時代のユダヤ戦争は、現地の制度に対する帝国の制度の重複がそれらを打ち消すことはなく、その重複こそが緊張と再燃の原因であったと想起させたと指摘する。アロンは、「言い換えると、かつての独立した政治単位の記憶が消えさる限りにおいて、征服地の個々人が伝統的または地域社会との連帯を弱めて宗主国との繋がりを強める限りにおいて、帝国による平和は国内の平和となる。」と要約している。
パクス・ロマーナの概念は非常に影響力を及ぼしたため、それを真似ようとする試みが東ローマ帝国やキリスト教世界であり、そこではパクス・デイ（神の平和運動）へと変わっていった。帝国による平和に関する中世の理論家はダンテ・アリギエーリであり、彼のこの問題に関する研究業績は、20世紀初頭にウィリアム・ラムゼイの著作“The Imperial Peace; An Ideal in European History”（1913年）にて分析された。

### フィクションにおける派生
- アイザック・アシモフのSF小説『銀河帝国シリーズ（英語版）』と『ファウンデーションシリーズ』では、パクス・トラントリア（Pax Trantoria）とパクス・インペリウムについての言及がある。
- HBO製作のテレビドラマ『ザ・ソプラノズ 哀愁のマフィア』のシーズン1第6話の原題は「パクス・ソプラナ（英語版）」である。
- 大高忍によるファンタジー漫画『マギ』には、ローマ帝国をモデルにしたレーム帝国という大国が登場し、その最高司祭シェヘラザード治世下の帝国は物語開始の約200年前から繁栄を享受してきた。
- ベセスダ・ソフトワークスのコンピュータRPG『Fallout: New Vegas』に登場するシーザーは、彼のローマ風の軍隊を使い、荒地での新たなパクス・ロマーナ創出を目指している。
- DCコミックス原作のテレビドラマ『GOTHAM/ゴッサム』シーズン4第1話のタイトルは「パクス・ペンギニア（英語版）」である。

## 関連文献
- Burton, Paul. 2011. "Pax Romana/Pax Americana: Perceptions of Rome in American Political Culture, 2000–2010." International Journal of Classical Tradition 18.1:66–104.
- Cornwell, Hannah. 2017. Pax and the Politics of Peace: Republic to Principate. Oxford Classical Monographs.   Oxford; New York:  Oxford University Press.
- Galinsky, Karl.  2012.  Augustus: Introduction to the Life of an Emperor.   Cambridge; New York:  Cambridge University Press.
- Goldsworthy, Adrian. 2016. Pax Romana: War, Peace and Conquest in the Roman World. New Haven: Yale University Press.
- Hardwick, Lorna. 2000.  “Concepts of Peace.” In Experiencing Rome: Culture, Identity and Power in the Roman Empire, Edited by Janet Huskinson, 335–368. London: Routledge.
- Lopez, Gennaro. 2002. “Pax Romana/Pax Augusta.” Invigilata Lucernis 24: 97–110.
- Stern, Gaius. 2015. “The New Cult of Pax Augusta 13 BC–AD 14.” Acta Antiqua Academiae Scientiarum Hungaricae 55.1–4: 1–16.
- Yannakopulos, Nikos. 2003.  “Preserving the Pax Romana: The Peace Functionaries in Roman East.” Mediterraneo Antico 6.2: 825–905.
- エドワード・ギボン『ローマ帝国衰亡史』Strahan & Cadell, 1776.